# Manfreda brunnea
Manfreda brunnea är en sparrisväxtart som först beskrevs av Sereno Watson, och fick sitt nu gällande namn av Joseph Nelson Rose. Manfreda brunnea ingår i släktet Manfreda och familjen sparrisväxter. Inga underarter finns listade i Catalogue of Life.